# (Restav)Racija za vse generacije
(Restav)Racija za vse generacije je drugi studijski album ljubljanske punk skupine Racija, izdan leta 1997 pri založbi KifKif Records in v samozaložbi Hočem bit bogat Records. Na pesmi »Ljubljana« poje tudi Tomaž Urgl, basist skupin Bitch Boys in Virus. Vsebuje priredbi pesmi »Oče« Andreja Šifrerja (z albuma Ideje izpod odeje) in »Ne čakaj na maj«, ki sta jo napisala Borut Lesjak in Frane Milčinski - Ježek.

## Seznam pesmi
Vse pesmi sta napisala Jure Engelsberger in Miha Zbašnik, razen kjer je to navedeno.
| Št. | Naslov                                                    | Dolžina |
| --- | --------------------------------------------------------- | ------- |
| 1.  | „Začetek‟                                                 | 1:20    |
| 2.  | „Sovražim lunapark‟                                       | 2:46    |
| 3.  | „Po moje‟                                                 | 2:40    |
| 4.  | „Oče‟ (Andrej Šifrer)                                     | 2:14    |
| 5.  | „To ni bla Metka‟                                         | 2:16    |
| 6.  | „Zguba‟                                                   | 2:21    |
| 7.  | „Predšolski psihopat‟                                     | 3:33    |
| 8.  | „Sarma‟ (besedilo napisala skupina Hladno pivo)           | 2:53    |
| 9.  | „Ljubljana‟                                               | 3:33    |
| 10. | „Toni Plutonij‟                                           | 2:59    |
| 11. | „Prasec‟ (Jure Engelsberger, Marko Vogrinc)               | 1:44    |
| 12. | „Ne čakaj na maj‟ (Borut Lesjak, Frane Milčinski - Ježek) | 2:18    |
| 13. | „Najnovejši hit‟                                          | 2:45    |
| 14. | „Počitek‟                                                 | 14:58   |

## Zasedba

### Racija
- Marko Vogrinc ("Mare") — vokal
- Jure Engelsberger ("Engels") — kitara
- Matija Kočevar ("Kočo") — bobni
- Miha Zbašnik ("Zbašnik") — bas kitara

### Ostali
- Janez Križaj — mastering
- Aleš Dvořák — produkcija, mastering
- Tomaž Urgl — spremljevalni vokal (9)
- Uroš Crnkovič in Tilen Vipotnik — fotografiranje